# にっちも、さっちも、ラジオヤジ
『にっちも、さっちも、ラジオヤジ』は、2006年4月3日から2009年3月31日まで山陽放送運営のRSKラジオで放送されたラジオ番組。
山陽放送公式サイト内のテキストではもっぱら『にっちもさっちもラジオヤジ』と表記されていたが、実際のタイトルロゴは本項の表題通りであった。

## 放送時間
いずれも日本標準時。
- 月曜 - 金曜 12:15 - 15:00 [3]
- 月曜 - 木曜 12:25 - 15:00 / 金曜 12:25 - 14:45 [4]
- 月曜 - 木曜 12:35 - 16:30 / 金曜 12:35 - 16:20 [5]

## 出演者
括弧内の曜日は番組初期における担当曜日。

### パーソナリティ
| 期間     | 期間      | 月曜・金曜 | 火曜     | 水曜     | 木曜     |
| -------- | --------- | ---------- | -------- | -------- | -------- |
| 2006.4.3 | 2007.3.30 | 滝沢忠孝   | 中尾俊直 | 浜家輝雄 | 中尾俊直 |
| 2007.4.2 | 2009.3.31 | 滝沢忠孝   | 浜家輝雄 | 浜家輝雄 | 滝沢忠孝 |

### アシスタント
| 期間     | 期間      | 月曜・金曜 | 火曜     | 水曜     | 木曜     |
| -------- | --------- | ---------- | -------- | -------- | -------- |
| 2006.4.3 | 2007.3.30 | 畠山洋子   | 難波恵   | 安井優子 | 今脇聡子 |
| 2007.4.2 | 2009.3.31 | 畠山洋子   | 安井優子 | 安井優子 | 畠山洋子 |